# زئيف ستيرنهيل
زئيف ستيرنهيل (بالعبرية: זאב שטרנהל) (10 أبريل 1935 - 21 يونيو 2020) هو مؤرخ وكاتب إسرائيلي، وأحد كبار الخبراء في العالم في الفاشية. رأس ستيرنهيل قسم العلوم السياسية في الجامعة العبرية في القدس، وكتب لصحيفة هاآرتس.

## السيرة الذاتية
ولد زئيف ستيرنهيل في بشيميش، بولندا لأسرة يهودية علمانية ثرية ذات نزعة صهيونية، وكان الجد والأب من تجار المنسوجات. عندما احتلت روسيا شرق بولندا، استولت القوات الروسية على جزء من منزله.بعد بضعة أشهر من غزو ألمانيا للاتحاد السوفياتي، توفي والده لأسباب طبيعية وأرسلت ألمانيا الأسرة إلى الحي اليهودي.
عاش ستيرنهيل في القدس مع زوجته زيفا، وأنجبا ابنتان.